# West Point (Virginia)
West Point è un comune degli Stati Uniti d'America, situato nello Stato della Virginia, nella Contea di King William.